# Frei (LaFee-Album)
Frei ist das vierte Studioalbum der deutschen Pop-Rock-Sängerin LaFee. Es wurde am 19. August 2011 im deutschsprachigen Raum veröffentlicht.

## Entstehung
Nachdem LaFee am Jahresende 2009 ihren Plattenvertrag bei EMI verloren hatte, startete sie 2011 ein Comeback. Die Studioaufnahmen für das neue Album begannen im Dezember 2010 und dauerten bis zum März 2011 an. Die Produzenten des Albums waren Peter Hoffmann und David Bonk. Sie komponierten und produzierten zusammen mit Timo Sonnenschein und Jennifer Kästel; LaFee war ebenfalls am Songwriting beteiligt. Das Album erschien zunächst am 4. Juli 2011 zum Download. Am 19. August 2011 folgte die Veröffentlichung auf CD.

## Titelliste
1. Herzlich willkommen (2:36)
2. Lass die Puppe tanzen (2:38)
3. Alles Gute (3:29)
4. Sonnensystem (3:16)
5. Du allein (3:29)
6. Ich bin (2:57)
7. Fliegen mit mir (2:39)
8. 7 Sünden (3:15)
9. Leben wir jetzt (3:15)
10. Phönix (2:31)
11. Sieh mich an (2:54)
12. Danke [2011] (2:55)
13. Ich hab dich lieb (2:16)

Extras (nur bei iTunes)
1. Ich lösch dich aus (Bonus-Track) (2:46)
2. Ich bin (Musikvideo) (2:57)
3. The Making Of… (30:23)[4]

## Singleauskopplungen
Das Lied Ich bin war bereits ab dem 29. Mai 2011 als Download bei iTunes erhältlich gewesen, bevor die offizielle Premiere bei der am 4. Juni 2011 ausgestrahlten 58. Ausgabe der RTL-II-Sendung The Dome stattfand. Zudem erschien das Lied am 10. Juni 2011 als 2-Track-Single. Außerdem war Ich bin der Titelsong der RTL-II-Sendung Family Stories. In den deutschen Singlecharts erreichte der Titel Rang 80 sowie in Österreich Platz 53. Den Songtext zu Ich bin schrieben Peter Hoffmann, David Bonk, Timo Sonnenschein und Jennifer Kästel.
Am 11. November 2011 wurde die zweite Single Leben wir jetzt ausgekoppelt, die eine Chartplatzierung verfehlte.

## Rezeption

### Rezensionen
| Professionelle Bewertungen | Professionelle Bewertungen |
| -------------------------- | -------------------------- |
| Kritiken                   |                            |
| Quelle                     | Bewertung                  |
| laut.de                    | [ 8 ]                      |
| spielemagazin.de           | 85 %                       |

Auf laut.de erhielt das Album einen von möglichen fünf Punkten. Die Rezensentin Laura Weinert meint, Frei hinterlasse „ein ganz seltsames Gefühl in der Magengrube, irgendwo zwischen Übelkeit und Fassungslosigkeit.“ Die Produktionen seien „unfassbar gedankenlos“, die Lyrics „platt“.
Das Portal Spielemagazin bewertete das Album hingegen durchaus positiv und kommt zu folgendem Fazit: „Keiner zeigt einem wie man erwachsen wird. Man geht seinen Weg. Und LaFee scheint auf dem richtigen Weg.“

### Charts und Chartplatzierungen
Frei stieg am 2. September 2011 auf Rang 14 in die deutschen Albumcharts ein und belegte in der folgenden Woche Platz 54, bevor es die Top 100 verließ. Am gleichen Tag stieg das Album in den Ö3 Austria Top 40 auf Position 21 ein, hier war der Tonträger bereits in der nächsten Woche nicht mehr in den Charts vertreten. In der Schweizer Hitparade erreichte das Album am 4. September 2011 Rang 34 und konnte sich insgesamt zwei Wochen in dieser platzieren. Zudem belegte das Album Position 12 in den deutschen Downloadcharts.
| ChartsChartplatzierungen | Höchstplatzierung | Wochen |
| ------------------------ | ----------------- | ------ |
| Deutschland (GfK)        | 14 (2 Wo.)        | 2      |
| Österreich (Ö3)          | 21 (1 Wo.)        | 1      |
| Schweiz (IFPI)           | 34 (2 Wo.)        | 2      |